# パルドゥビツェ州

パルドゥビツェ州
Pardubický kraj

パルドゥビツェ州の所在地

パルドゥビツェ州（パルドゥビツェしゅう、チェコ語: Pardubický kraj）は、チェコの州（チェコ語: kraj）。北部から中央部の大部分がボヘミア地方、南東部の一部がモラヴィアである。州都パルドゥビツェにちなんで名づけられている。
この地名は歴史に3回登場し、1850年に成立した当時のパルドゥビツェはチェスキー・ブロート（Český Brod）からボヘミアとモラヴィアの国境までを占めた。2度目は1949年から1960年にわたって存在した19地域のうちの1つであった。1960年以降は東ボヘミア州の一部としてパルドゥビツェ地区の中心地に昇格、当時の州都はフラデツ・クラーロヴェー（Hradec Králové）であった。現在のパルドゥビツェ州は2000年の地域再編により、3回目の設立を果たした。

## 郡・市町村
この地域の自治体は合計451件（2019年時点）で、広域権限の15自治体に加えて、自治体の運営を受任した市は26ヵ所である。32の自治体は町と位置づけられて、この地域の中央事務所はパルドゥビツェに置かれる。

### 郡
- フルジム郡（英語版、チェコ語版）
- パルドゥビツェ郡（英語版、チェコ語版）
- スヴィタヴィ郡（英語版、チェコ語版）
- ウースチー・ナド・オルリツィー郡（英語版、チェコ語版）

### 市町村
- パルドゥビツェ（Pardubice）
- チェスカー・トジェボヴァー（Česká Třebová）
- フルディム（Chrudim）
- ホリツェ（Holice）
- イェヴィーチコ（Jevíčko）
- リトミシュル（Litomyšl）
- モラフスカー・トジェボヴァー（Moravská Třebová）
- ポリチカ（Polička）
- スヴィタヴィ（Svitavy）
- ウースチィー・ナド・オルリツィー（Ústí nad Orlicí）
- ヴィソケー・ミート（Vysoké Mýto）

|  | （左上）パルドゥビツェ郡（Okres Pardubice） |
|  | （左下）フルジム郡（Okres Chrudim）         |

|  | （右上）ウースチー・ナド・オルリツィー郡（Okres Ústí nad Orlicí） |
|  | （右下）スヴィタヴィ郡（Okres Svitavy）                           |

|  | （左上）パルドゥビツェ郡（Okres Pardubice） |
|  | （左下）フルジム郡（Okres Chrudim）         |

|  | （右上）ウースチー・ナド・オルリツィー郡（Okres Ústí nad Orlicí） |
|  | （右下）スヴィタヴィ郡（Okres Svitavy）                           |

## 人口
総人口は約53万人。人口5000人を超える自治体が17ある。最大の都市はパルドゥビツェ。

## 地形
- 最低地点：エルベ川 200 m
- 最高地点：クラーリツキー・スニェジュニーク（英語版） 1,424 m[6]

## 経済

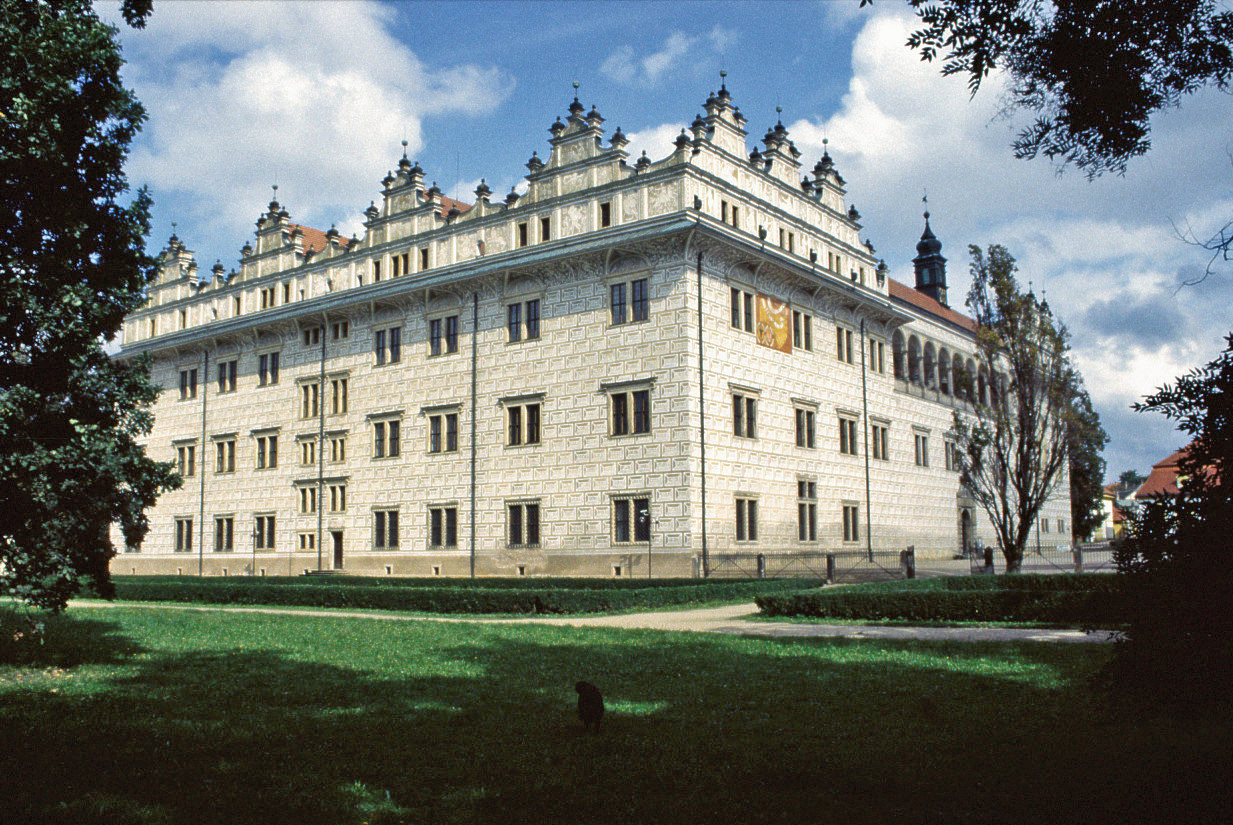
リトミシュル城

経済で一番発展しているのは農業であり、この地域の面積のおよそ60%が農地となっている。またGDPに占める割合は小さいものの、輸送、ビル、不動産、観光も上昇傾向にある。中世には城のラベ門にかかげた紋章に薪炭を描いたように、炭焼きは地域の中心産業であった。
製造業とサービス業がパルドゥビツェの経済の基礎となっており、織物、衣服、革などの軽工業はこの地域で最も産業力が強い。
地域内輸送に限ると鉄道網は総延長500kmである。とはいうものの、E040線、E061線の両線が交通手段として一番重要である。また、パルドゥビツェには国際線が発着しチェコで五指に入る重要なパルドゥビツェ空港もあり、官民両用で運用する。
州内を網羅する道路網は総延長3600kmに達する。I/37号線とI/17号線の交差点は交通上の重要地点である。
観光業としては歴史的町並みが残り、また自然観光の見どころが各地にある。城は13世紀には今の形に整ったと考えられ、観光振興をしている。